# 読書週間
読書週間（どくしょしゅうかん）とは、10月27日から11月9日までの2週間にわたり、読書を推進する行事が集中して行われる期間。
1924年に日本図書館協会が11月17日から11月23日までの「図書週間」を制定していた。1933年には「図書館週間」と改称され、出版界では「図書祭」が開催されていた。しかし戦争の影響で、1939年には一旦廃止された。終戦後の1947年、日本出版協会、日本図書館協会、取次・書店の流通組織、その他報道・文化関連団体30あまりが参加して「読書週間実行委員会」が結成され、11月17日から11月23日までの第1回「読書週間」が行われた。「一週間では惜しい」という事で、2回目からは10月27日から11月9日までの文化の日を挟んだ2週間となり、現在に続いている。1959年11月に、読書週間実行委員会の任務を引き継いで「読書推進運動協議会」（読進協）が発足した。
これとは別に「春の読書週間」「こどもの読書週間」などとして学校や図書館などで読書推進運動期間にあてられている週がある。開始日終了日はまちまちであるが4月23日「子ども読書の日」を開始日にすることが多い。